# Лалинац (община Палилула)
 Тази статия е за селото в Нишко.  За селото в Тимошко вижте Лалинац (община Свърлиг).  За селото във Вранско вижте Лалинце (община Враня).
Лалинац, още Лалинци или Лалинце (на сръбски: Лалинац или Lalinac), е село в Сърбия, община Палилула. В 2002 година селото има 1828 жители.

## История
При избухването на Балканската война в 1912 година двама души от Лалинац са доброволци в Македоно-одринското опълчение.

## Личности
Родени в Лалинац
- Петър Попов (? – 1913), 2 рота на 11 сярска дружина, починал в Родосто на 2 април 1913 година[2]
- Стоян Павлов (Павлев), 1 рота на 9 велешка дружина[3]